# Reino de Guyana
El Reino de Guyana es el nombre que recibe el periodo de la historia de Guyana que se administró como un país soberano bajo tutela de una monarquía dirigida desde Londres. Este periodo histórico duro de 1966 a 1970 cuando el país sudamericano pasó a conformarse como una República.
Cronológicamente es el último Estado monárquico (que no era colonia o dependencia) que existió en la Sudamérica continental.

## Historia

### Monarquía
El dominio británico directo terminó el 26 de mayo de 1966 cuando Guyana obtuvo la independencia del Reino Unido mediante la Ley de Independencia de Guyana de 1966, que transformó a la Guayana Británica en un estado soberano e independiente. Isabel II fue reina de Guyana; sin embargo, no residió ni visitó Guyana durante su reinado como máxima monarca del país sudamericano. Las funciones constitucionales del monarca se delegaron principalmente en el Gobernador General de Guyana. Forbes Burnham ocupó el cargo de primer ministro (y jefe de gobierno) de Guyana durante este período.

### Desaparición
La República Cooperativa de Guyana se formó el 23 de febrero de 1970 cuando Guyana se convirtió en una república miembro de la Mancomunidad de Naciones.
Tras la abolición de la monarquía, el exgobernador general Sir Edward Victor Luckhoo se convirtió provisionalmente en el primer presidente de Guyana.

## Gobernadores Generales
Los siguientes gobernadores generales ocuparon sus cargos durante la existencia del reino:
- Sir Richard Luyt (26 de mayo de 1966 - 16 de diciembre de 1966).
- Sir David Rose (16 de diciembre de 1966 - 10 de noviembre de 1969).
- Sir Edward Luckhoo (10 de noviembre de 1969 - 1 de julio de 1970).